# Chysauster

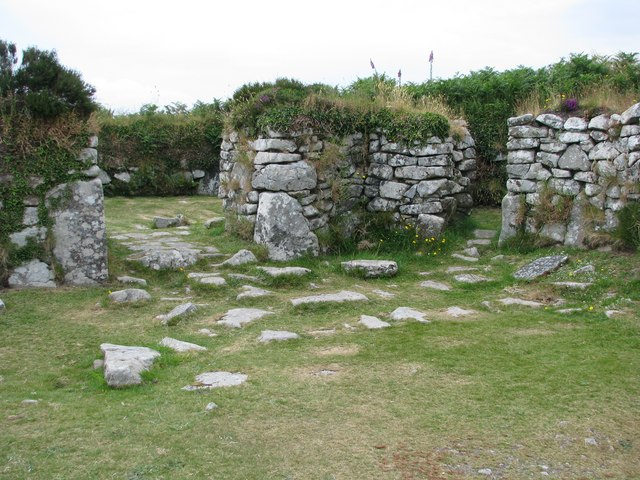
Ruinen des Dorfes

Chysauster ist eine eisenzeitliche Siedlung in Cornwall (England), die von 100 v. Chr. bis zum 3. Jahrhundert n. Chr. bewohnt wurde und auch als Souterrain eingestuft wird. Der Platz liegt etwa fünf Kilometer nördlich von Penzance auf 175 m Höhe über dem Meeresspiegel. Die Siedlung wurde vermutlich von den keltischen Dumnonii erbaut. Sie besteht aus acht Bauten in zwei Reihen und einem außerhalb des Ensembles gelegenen Bau. 
Die Komplexe aus groben Steinmauern, die bis zu 2,5 m hoch sind, sind in Ost-West-Richtung orientiert, der Eingang liegt stets im Osten. Haus 4 und 6 sind auf einer erhöhten Plattform errichtet. Jedes Haus hat einen Durchmesser von ca. 30 Metern und verfügt über einen Innenhof von etwa acht Metern Durchmesser. Um diesen Innenhof liegen mehrere kreis- oder T-förmige Kammern, die in die bis zu vier Meter dicken Außenmauern eingelassen sind. Bau 6 weist gedeckte Steinrinnen auf.
In dem Komplex befand sich ein in den 1980er Jahren verfülltes Souterrain, auf kornisch als Fogou bezeichnet, und eine Handmühle. 
Ackerbau ist nachgewiesen. Die umliegenden Felder sind von Mauern umgeben. Daraus wird gefolgert, dass die Bewohner der Siedlung Tiere von den Feldern fernhalten wollten.

Chysauster
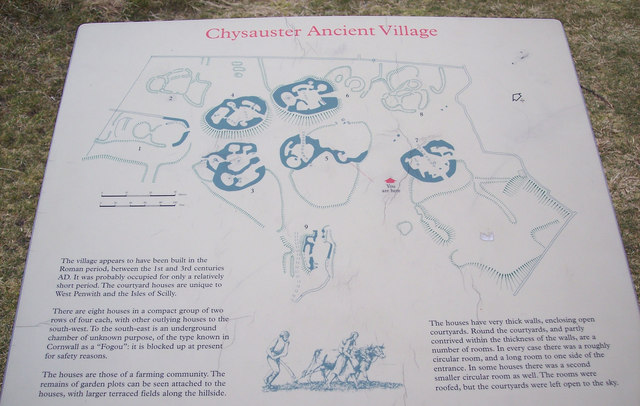
Rekonstruktion Chysauster
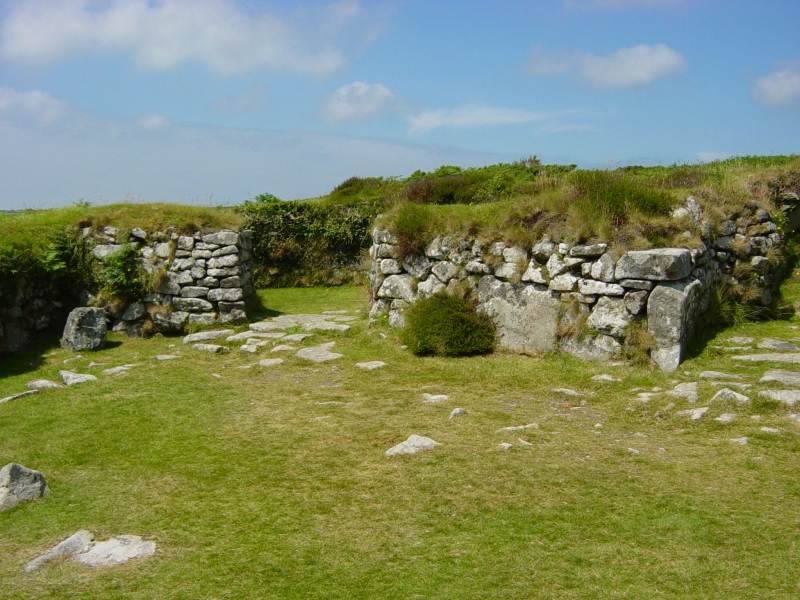
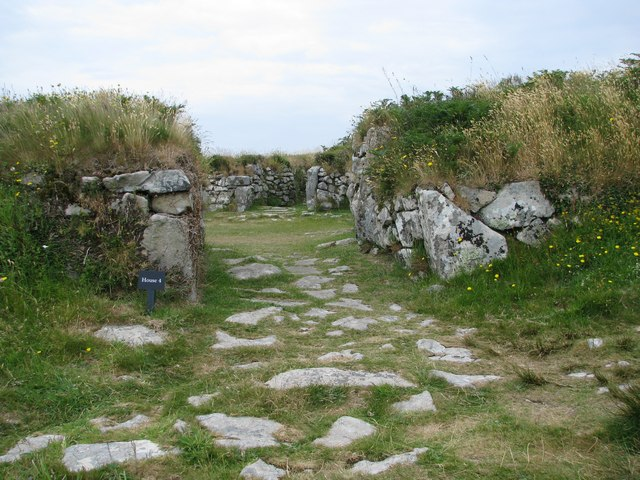
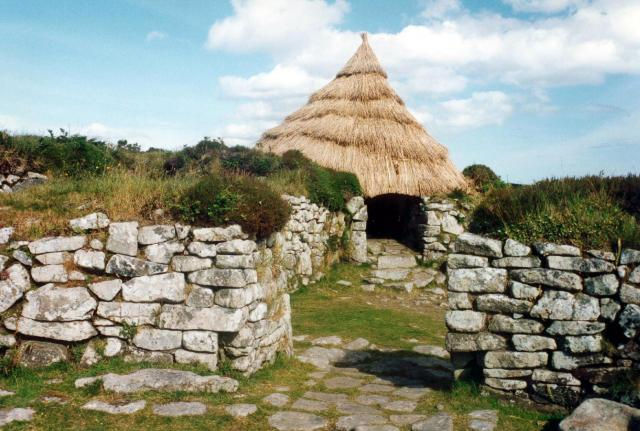

Heute wird Chysauster von der English Heritage verwaltet.
Weitere eisenzeitliche Siedlungen in der Nähe sind Chûn Castle und Carn Euny.